# Trolljegeren

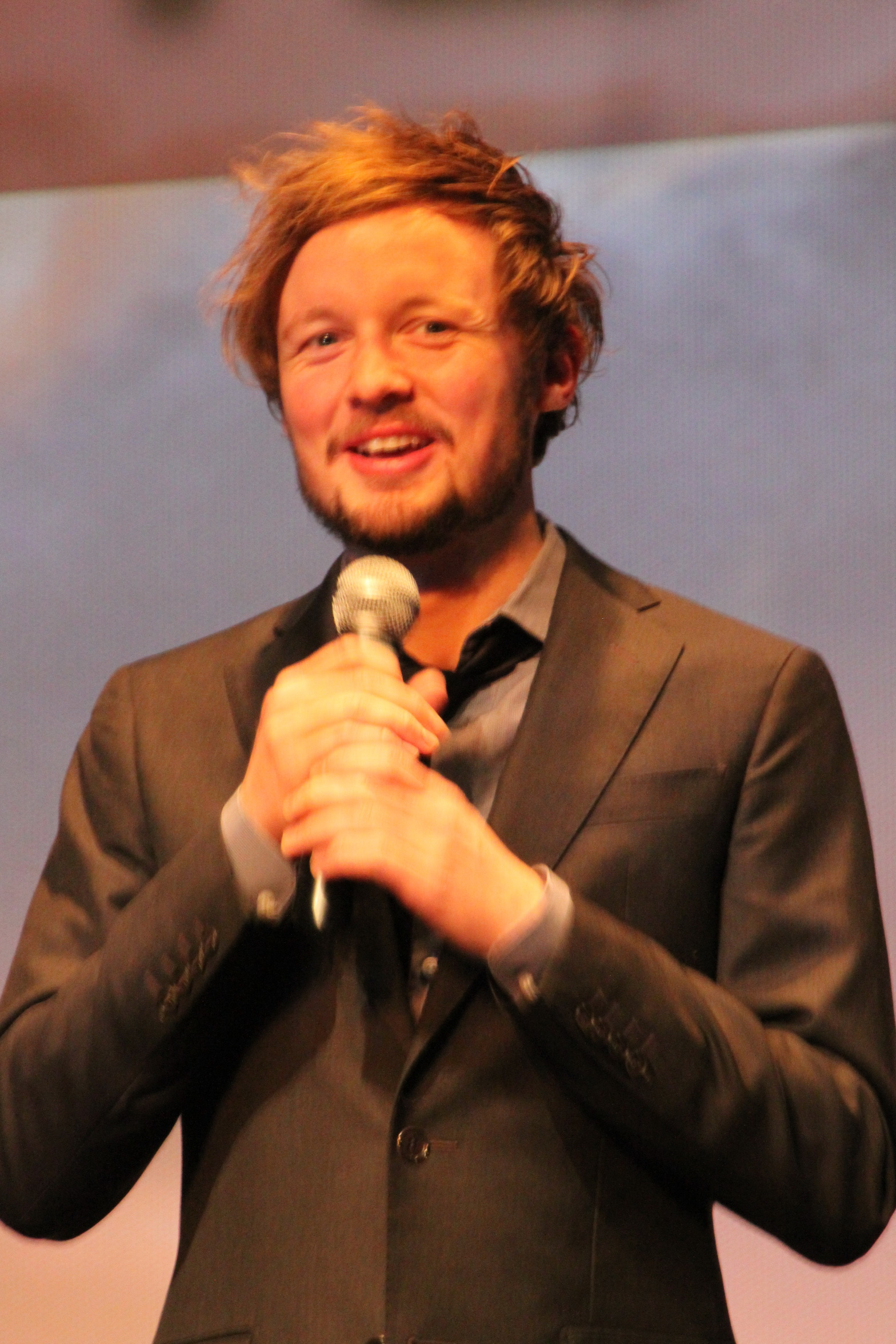
Glenn Erland bij de presentatie van Trolljegeren

Trolljegeren (voor de Engelstalige markt ook verschenen als Trollhunter, Troll Hunter en The Troll Hunter) is een Noorse fantasy-horrorfilm uit 2010 onder regie van André Øvredal, die ook het verhaal schreef. De productie heeft het format van een found footage-film. Trolljegeren werd genomineerd voor onder meer de Saturn Award voor beste internationale film, de Empire Award voor beste horrorfilm en de Zilveren Raaf voor beste regisseur op het Brussels International Festival of Fantastic Film.

## Verhaal
Studenten Thomas, Johanna en Kalle willen een documentaire maken over Hans, die ze verdenken van het illegaal jagen op beren. Hij wil alleen niets van de groep weten. Wanneer ze hem toch blijven volgen, blijkt dat Hans niet uit is op beren, maar op trollen. 

## Rolverdeling
- Otto Jespersen - Hans
- Glenn Erland Tosterud - Thomas
- Johanna Mørck - Johanna
- Tomas Alf Larsen - Kalle
- Urmila Berg-Domaas - Malica
- Hans Morten Hansen - Finn Haugen

## Trivia
- Verschillende van de personages die voorkomen in Trolljegeren, worden gespeeld door in eigen land bekende Noorse komieken, zoals Otto Jespersen, Knut Nærum en Robert Stoltenberg.